# Le Bousilleur
Pour plus de détails, voir Fiche technique et Distribution.
Le Bousilleur (Devil Dogs of the Air) est un film américain réalisé par Lloyd Bacon et sorti en 1935. Le film produit par Warner Bros. met en scène James Cagney et Pat O'Brien dont c'est le deuxième des neuf films qu'ils tourneront ensemble après Voici la marine du même réalisateur.

## Synopsis
Le Lieutenant Bill Brannigan (Pat O'Brien) est heureux d'apprendre que son compatriote de Brooklyn Thomas "Tommy" O'Toole (James Cagney) arrive à San Diego pour rejoindre le programme d'entraînement de l'United States Marine Corps. À sa grande surprise, le garçon dont il se souvenait est devenu un jeune homme vaniteux, mais aussi un grand pilote.

## Fiche technique
- Titre original : Devil Dogs of the Air
- Titre français : Le Bousilleur[1]
- Réalisation : Lloyd Bacon
- Scénario : Malcolm Stuart Boylan, Earl Baldwin, d'après un roman de John Monk Saunders
- Direction artistique : Arthur J. Kooken
- Costumes : Orry-Kelly
- Photographie : Arthur Edeson
- Montage : William Clemens
- Musique : Bernhard Kaun
- Production : Louis F. Edelman, Hal B. Wallis, Jack L. Warner
- Société de production : Warner Bros.
- Société de distribution : Warner Bros.
- Budget : 350 000 $
- Pays de production :  États-Unis
- Langue originale : anglais
- Format : noir et blanc — 35 mm — 1.37:1 — son monophonique
- Genre : Comédie dramatique, Action
- Durée : 85 minutes
- Date de sortie :
  - États-Unis : 9 février 1935

## Distribution

### Acteurs principaux
- James Cagney : Tommy O'Toole
- Pat O'Brien : Lieutenant Brannigan
- Margaret Lindsay : Betty Roberts
- Frank McHugh : Crash Kelly
- John Arledge : Mac
- Helen Lowell (en) : Ma Roberts
- Robert Barrat : Commandant
- Russell Hicks : le capitaine
- William B. Davidson : l’adjudant
- Ward Bond : l'instructeur

### Acteurs secondaires
- Edward Brophy (scènes coupées)
- Helen Flint : Mme Brown (scènes coupées)
- Joseph Crehan : le responsable de la communication (non crédité)
- Wild Bill Elliott : l'instructeur (non crédité)
- Samuel S. Hinds : le commandant de la flotte (non crédité)
- Selmer Jackson : le médecin (non crédité)
- Dennis O'Keefe : l'étudiant (non crédité)
- Lee Phelps : le pilote (non crédité)
- Buddy Roosevelt : le copilote blessé (non crédité)